# ナハル旅団 (イスラエル国防軍)
第933"ナハル"旅団 (英語: 933rd Nahal Brigade、ヘブライ語: חטיבת הנח"ל‎) は、南部方面軍第162機甲師団に所属するイスラエル国防軍歩兵科の旅団である。

## 歴史
イスラエル国防軍の歩兵兵力増強の必要性から1982年に独立した旅団として設立された。旅団はレバノン、ガザ地区、ユダヤ・サマリアでの作戦に参加した。ガザ地区では、他の旅団とともにハマスとの戦いを担当している。

## 編成
- 第933"ナハル"旅団
  - 第50"バゼレット"歩兵大隊
  - 第931"シャハム"歩兵大隊
  - 第932"グラニット"歩兵大隊
  - 第934"トパーズ"偵察大隊